# 屌丝女士 (法国)
屌丝女士（法語：Vous les femmes）是一部2007年上映的法国喜剧小品电视，每集均由众多毫无关联的小品片段组成。由奥莉维娅·科特和朱迪·西博尼编剧并饰演“屌丝女士”。每个小品中出场人物的角色都不相同，有时是母亲，有时是单身女性，有时是女朋友，有时是行人或办公室女性，角色都是现实生活中的各种女性，只不过她们对待人和对事的反应与表现都非常特别。内容较为荒诞。

## 改编
本剧被多个国家改编，包括：西班牙（Vosotras las mujeres） 、意大利（Così fan tutte）、匈牙利（Nők!）。